# Corralillo
El municipio de Corralillo está ubicado en la actual Provincia de Villa Clara (antiguamente Las Villas), Cuba. Durante el siglo XIX formaba parte de la jurisdicción de Sagua La Grande (territorio que durante la República fue "Región")

## Ubicación
Al extremo noroeste de la provincia limita con el municipio de Ranchuelo por el este; con el de Santo Domingo por el sur; la provincia de Matanzas al oeste; y sus costas al norte son bañadas por el Canal Viejo de Bahamas. Su territorio cubre una superficie de 779 kilómetros cuadrados.

## Jurisdicción
En 1940 el término municipal de Corralillo era integrante del partido judicial y distrito fiscal de Sagua la Grande. En 1879 fue creado el ayuntamiento, entonces el partido era llamado Ceja de Pablo. En 1902, se le suprimió y anexó al municipio de Ranchuelo. En 1910, por ley del Congreso de la República, se restableció.

## Topografía
El terreno en este municipio es llano con algunas lomas hacia el sur de la Sierra Morena, de las cuales las más destacadas son las de Motembo, Nuevas y Santa Teresa. En la costa, cuyo litoral está protegido por cayos, las tierras son bajas y pantanosas. Los ríos que surcan el municipio son el Cañas, Sierra Morena, Aceituno, Palma y los arroyos Gato, Limones, Mojabrabas, Elguea y otras cañadas.

### Relieve
Sierra Morena: Perteneciente al grupo de Jumagua en el norte de la provincia, extendiéndose en los términos municipales de Corralillo y Rancho Veloz. En esta sierra, aunque de poca elevación, se destacan las lomas: Bella, Motembo, Nuevas, Teresa, Camacho, Vigía, Caridad, Tartesio.

### Cursos de agua
Sierra Morena: Riachuelo de la vertiente norte que desagua en la costa norte próxima al pueblo que de su nombre, frente al cayo Cuberos.

### Accidentes costeros
- Ganuza: Antiguo y pequeño embarcadero en la costa a dos kilómetros del de Sierra Morena.

- Salto: Embarcadero en la costa.

- Accidentes en el mar: Cayos, bajos, arrecifes, canales y otros:

- Bahía de Cádiz: El cayo más oriental y mayor del grupo de las Cabezas. Estaba habitado.

- Falcones: Cayos y fondeadero del mismo nombre. Este se encuentra en la costa entre los cayos de su nombre y los Alcatraces. Está situado casi en el meridiano de la boca del embarcadero de Sierra Morena.

- Flamencos: Cayos de corta extensión, junto a un bajo inmediato a la costa.

- Nosa: Cayos inmediatos a la costa que se levantan en un banco que corre desde la punta de Umoa, en el límite del litoral de las provincias de Matanzas y Las Villas, hasta el embarcadero del Salto, a unos cuatro kilómetros al oeste de la boca del río Sierra Morena.

## Instituciones
- Biblioteca Municipal “Rafael Izquierdo Triana”

- Casa de Cultura “Leopoldo Romañach”

- Cine Jigüe

- Dirección Municipal de Cultura de Corralillo

- Librería “Esperanza Ruiz”

- Museo Municipal de Corralillo